# Espectroscopia de fotoemisión

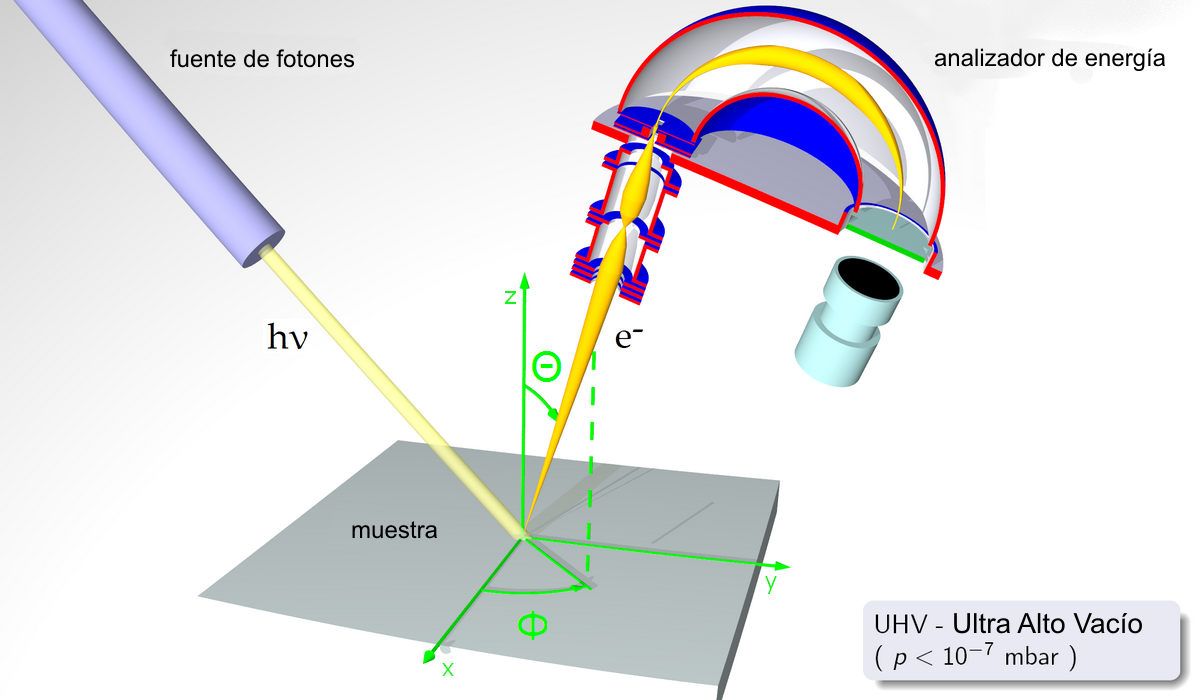
Principio de la espectroscopia de fotoemisión de ángulo resuelto

La espectroscopia de fotoemisión (PES), también conocida como espectroscopia fotoelectrónica, se refiere a la medición de energía o el espin de los electrones emitidos por sólidos, líquidos o gases debido al efecto fotoeléctrico, para determinar las energías de enlace o las propiedades magnéticas de los electrones en una sustancia. El término se refiere a varias técnicas, dependiendo de si la energía de ionización es provista por un fotón de rayos X, uno de radiación ultravioleta extrema, o uno ultravioleta. Sea cual sea el haz de fotones incidente, toda la espectroscopia fotoelectrónica se centra alrededor del tema general del análisis de superficie por medio de la medición de los electrones expulsados.

## Tipos de espectroscopia de fotoemisión

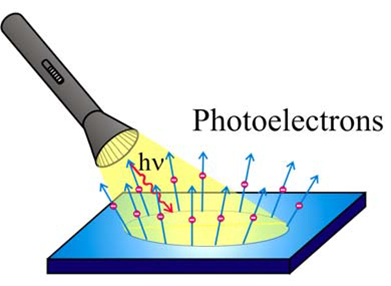
Efecto fotoeléctrico

La espectroscopia de fotoelectrones emitidos por rayos X (XPS) fue desarrollada por Kai Manne Börje Siegbahn iniciando en 1957 y es utilizada para estudiar los niveles de energía de electrones de núcleo (core), principalmente en sólidos. Siegbahn se refirió a la técnica como "espectroscopia electrónica para análisis químico" (ESCA), debido a que los niveles de core tienen pequeños desplazamientos químicos dependiendo del ambiente químico del átomo que es ionizado, lo que permite que la estructura química sea determinada. Siegbahn obtuvo el Premio Nobel de Física en 1981 por su trabajo. A la XPS se le conoce a veces como PESIS (espectrocopia fotoelectrónica para capas internas), mientras que a la de radiación UV de menor energía se le conoce como PESOS (para capas externas) debido a que no puede excitar electrones de core.
En la región ultravioleta y visible, el método es usualmente conocido como espectroscopia fotoelectrónica para el estudio de gases, y espectroscopia de fotoemisión para superficies sólidas.
La espectroscopia fotoelectrónica ultravioleta (UPS) es usada para estudiar niveles de energía de valencia y enlace químico, especialmente el carácter enlazante de orbitales moleculares. El método fue desarrollado originalmente para moléculas en fase gaseosa en 1962 por David W. Turner, y otros pioneros incluyeron a David C. Frost, J. H. D. Eland y K. Kimura. Posteriormente, Richard Smalley modificó la técnica y utilizó un láser UV para excitar la muestra, y de esa forma medir la energía de enlace de electrones en grupos moleculares gaseosos.
La espectroscopia fotoelectrónica de dos fotones (2PPE) extiende la técnica a estados electrónicos excitados ópticamente mediante la introducción de un diseño de bombeo y sondeo.
La espectroscopia fotoelectrónica de ultravioleta extremo (EUPS) se encuentra entre la XPS y la UPS. Es usada típicamente para evaluar la estructura de la banda de valencia. Comparada con la XPS, se obtiene con ella una mejor resolución de energía, y comparada con la UPS, los electrones expulsados son más rápidos, lo que resulta en una mejor señal en el espectro.

## Principio físico
La física detrás de la PES es una aplicación del efecto fotoeléctrico. La muestra se expone a un haz de radiación UV o XUV con lo que se induce la ionización fotoeléctrica. Las energías de los fotoelectrones emitidos son características de sus estados electrónicos originales, y dependen también del estado vibracional y el nivel rotacional. Para los sólidos, los fotoelectrones pueden escapar solo de una profundidad del orden de nanómetros, así que solo es analizada la capa de la superficie.
Debido a la alta frecuencia de la luz, y la sustancial carga y energía de los electrones emitidos, la fotoemisión es una de las técnicas más sensibles y precisas para medir las energías y las formas de los estados electrónicos y orbitales atómicos y moleculares. La fotoemisión está también entre los métodos más sensibles para detectar sustancias en concentraciones traza, siempre y cuando la muestra sea compatible con el ultra-alto vacío y el analito pueda ser distinguido del fondo.
Los instrumentos típicos de PES (UPS) utilizan fuentes de gas helio para luz ultravioleta, con una energía de fotones de hasta 52 eV (correspondiente a una longitud de onda de 23.7 nm). Los fotoelectrones que logran escapar en el vacío son recolectados, la energía es obtenida, ligeramente retardada y contada, lo que resulta en un espectro de intensidad de electrones como función de la energía cinética medida. Debido a que los valores de energía de enlace son fácilmente aplicados y entendidos, los valores de energía cinética, que son dependientes de la fuente, son convertidos en valores de energía de enlace, los cuales son independientes de la fuente. Esto es logrado al aplicar la relación de Einstein {\displaystyle E_{k}=h\nu -E_{B}}. El término {\displaystyle h\nu } de esta ecuación se debe a la energía (frecuencia) de la luz UV que bombardea la muestra. Los espectros de fotoemisión son medidos también utilizando fuentes de radiación de sincrotrón.
Las energías de enlace de los electrones medidos son características de la estructura química y el enlazamiento molecular del material. Al añadir un monocromador a la fuente e incrementar la resolución de energía del analizador de electrones, los picos aparecen con una anchura a media altura (FWHM) menor que 5–8 meV.